# Église de l'Assomption de Campuzan
L'église de l'Assomption de Campuzan est une église catholique située à Campuzan, dans le département des Hautes-Pyrénées en France.

## Historique
Selon les registres paroissiaux de 1759, l'ancienne église était interdite due à son mauvais état.
La première église a été construite vers 1750, et elle fut bénite le 20 janvier 1760.
Des travaux importants ont lieu entre 1830 et 1870 :
- Un exhaussement et un allongement vers 1840 ;
- La construction du clocher actuel en 1849.

Les peintures datent d'après ces derniers travaux, la date et les auteurs sont inconnue, mais elles ressemblent avec celles réalisées à l'église de Puydarrieux en 1852 par les frères Pedoya (artistes d'origine italienne).
Les deux frères abbés Laguens (originaire de Campuzan et prêtres dans le diocèse de Paris) ont offert des statues et des ornements au début du XXe siècle à la paroisse, en particulier la majestueuse statue de Notre-Dame de l'Assomption, posée sur le tabernacle en pierre.
Le 24 octobre 1968, la foudre est tombée sur le clocher et a endommagé l'édifice.
En 1998, réfection de l'intérieur de la sacristie et de certains planchers.
En 1999, mise en place de nouveaux vitraux dont les deux du chœur représentant, de manière moderne, les évangélistes.
En 2003, ce sont les peintures intérieures de la chapelle de la Vierge Marie, du chœur (sauf la voûte) et de la nef qui ont été refaites par Bernard Berdou, artiste peintre demeurant à Sarniguet, il est actuellement (en 2020) chargé de la restauration des peintures du chœur de la collégiale de l'Assomption de Castelnau-Magnoac.
Le dernier curé résident a quitté la paroisse en 1990, il était prêtre du diocèse d'Oran et avait quitté l'Algérie en 1962 lors de l'exil des Pieds-Noirs.
La paroisse est, depuis, rattachée à celle de Galan.

### Affiche de l'Archiconfrérie de la Garde d'Honneur
L'affiche de l'Archiconfrérie de la Garde d'Honneur - Gloire ! Amour ! Réparation ! au Cœur de Jésus a été retrouvée dans la sacristie.
Les personnes s'inscrivaient pour prier à une certaine heure et se relayer tour à tour pour continuer la prière au Cœur de Jésus.

## Description

### Intérieur

#### Nef

##### Peintures de l'arc
Sur les peintures de l'arc sont représentés les symboles des litanies de Lorette avec au centre de l'arc, le Sacré-Cœur de Jésus.

#### Chœur

##### Les peintures de lavoûte
Au milieu des décors de la voûte sont placés des médaillons, où sont représentés les Quatre évangélistes, la Vierge Marie et Jésus-Christ (de gauche à droite) :
- Saint Matthieu, saint Jean l'évangéliste, le Cœur Immaculée de Marie, saint Luc et saint Marc.
- Au-dessus de la clé de voûte : le Sacré-Cœur de Jésus.

##### Le nouveaumaître-autel
Le nouveau est en bois sculpté, il est recouvert d'un voile.
Il a été mis en place après le concile Vatican II, ainsi le prêtre célèbre la messe face aux fidèles.

##### L'ancien maître-autel et le tabernacle avec deuxciboriums
Il était utilisé avant le concile Vatican II, lorsque le prêtre célébrait la messe dos aux fidèles.
L'ancien maître-autel et le tabernacle avec deux ciboriums sont sculptés dans une pierre locale. Au centre est placer une statue de l'Assomption de Marie.
Derrière les colonnes du maître-autel sont représentées deux croix pattées.

##### Le tabernacle avec deuxciboriums
Au sommet des deux ciboriums est placée une croix pattée.
Sur les ailes du tabernacle sont représentés plusieurs personnages.
Sur l'aile gauche (de gauche à droite) :
- Saint François d'Assise, saint Pierre, le Bon Pasteur et saint Jean l'évangéliste.

Sur l'aile droite (de droite à gauche) :
- Saint Antoine de Padoue, sainte Anne, Notre-Dame de Lourdes et saint Joseph.

Sur la porte du réceptacle est représentée une croix tréflée, au-dessus, un chrisme.

##### Lesvitrauxdu chœur
Les vitraux du chœur ont été réalisés par l'Atelier Saint Joseph (Ph. Riffaud et F. Theallier) en octobre 1999 à Ruffec.
Des phrases correspondant aux Quatre Évangélistes ont été ajoutées sur les vitraux.

## Galerie

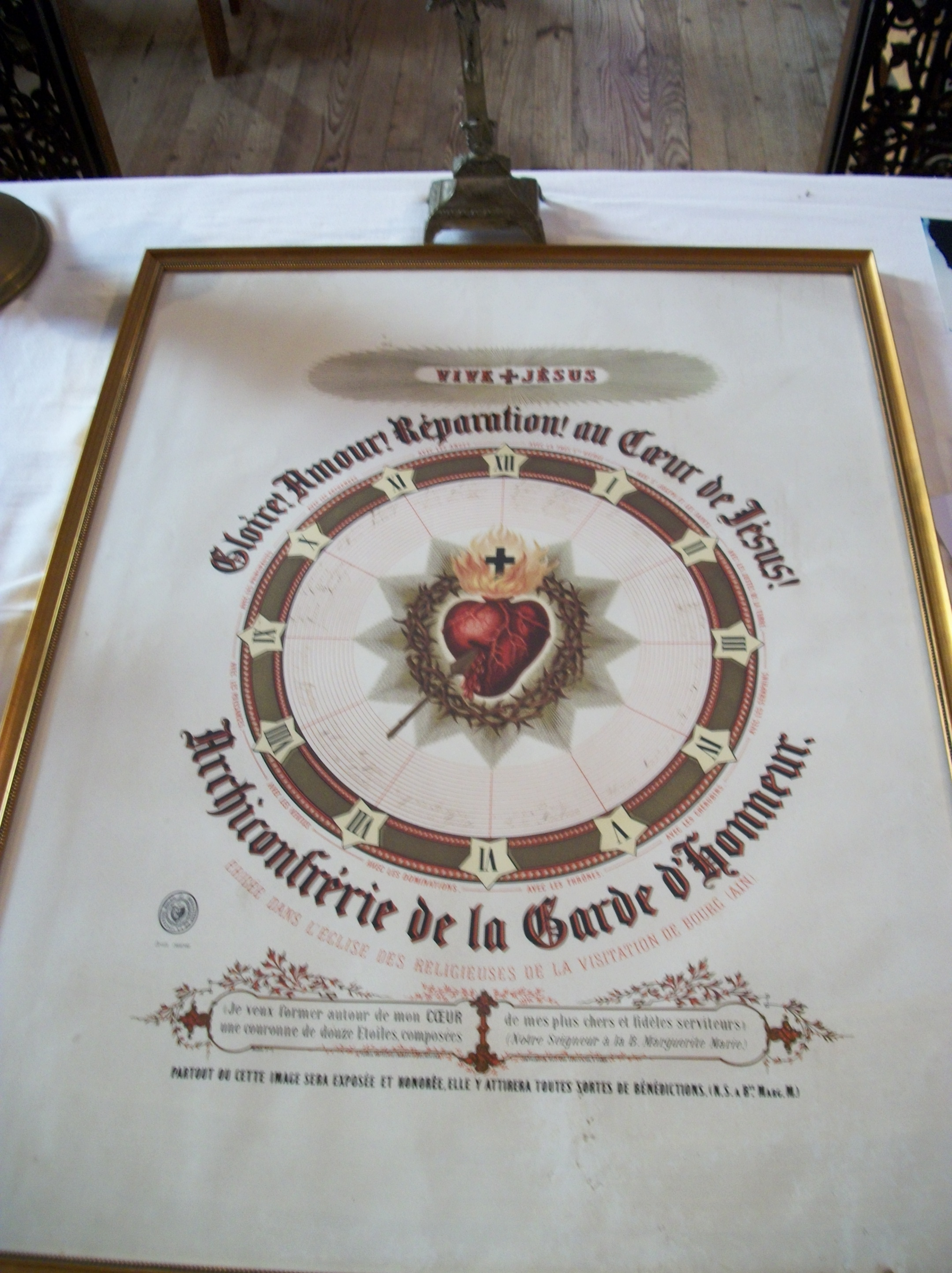
Affiche de l'Archiconfrérie de la Garde d'Honneur.
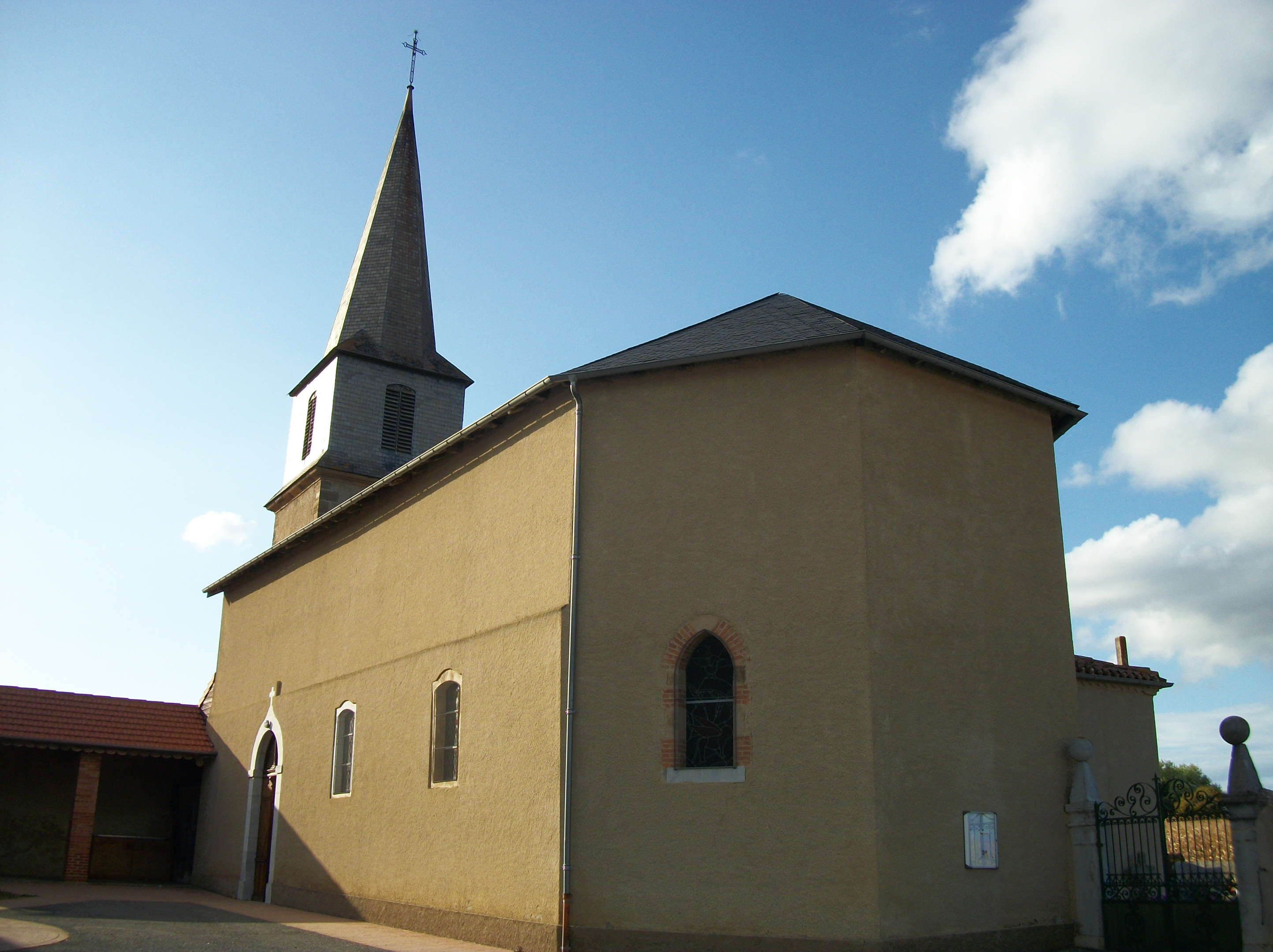
Le chevet.
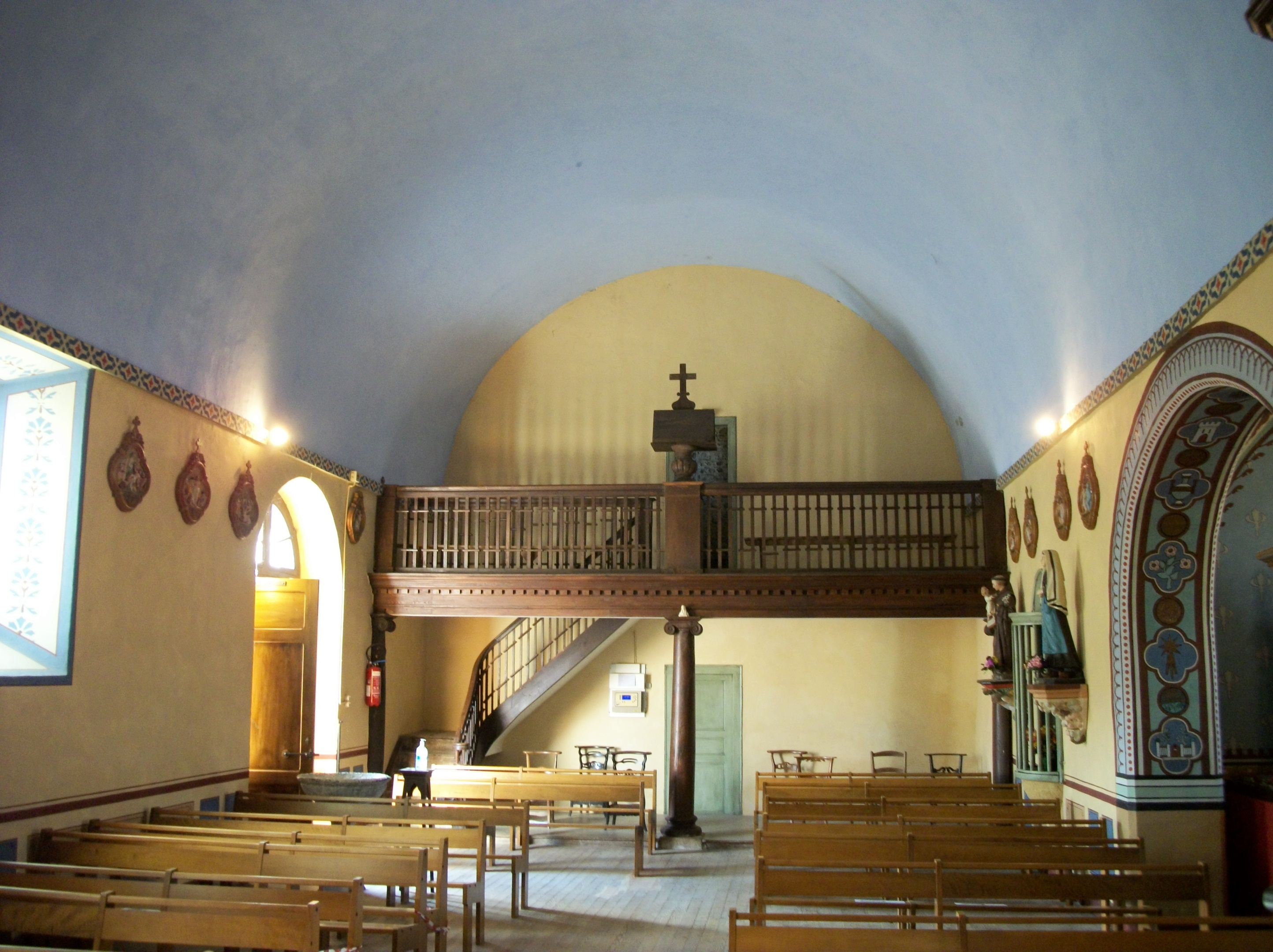
Partie arrière de la nef. Avec la tribune, l'escalier et l'accès au clocher.
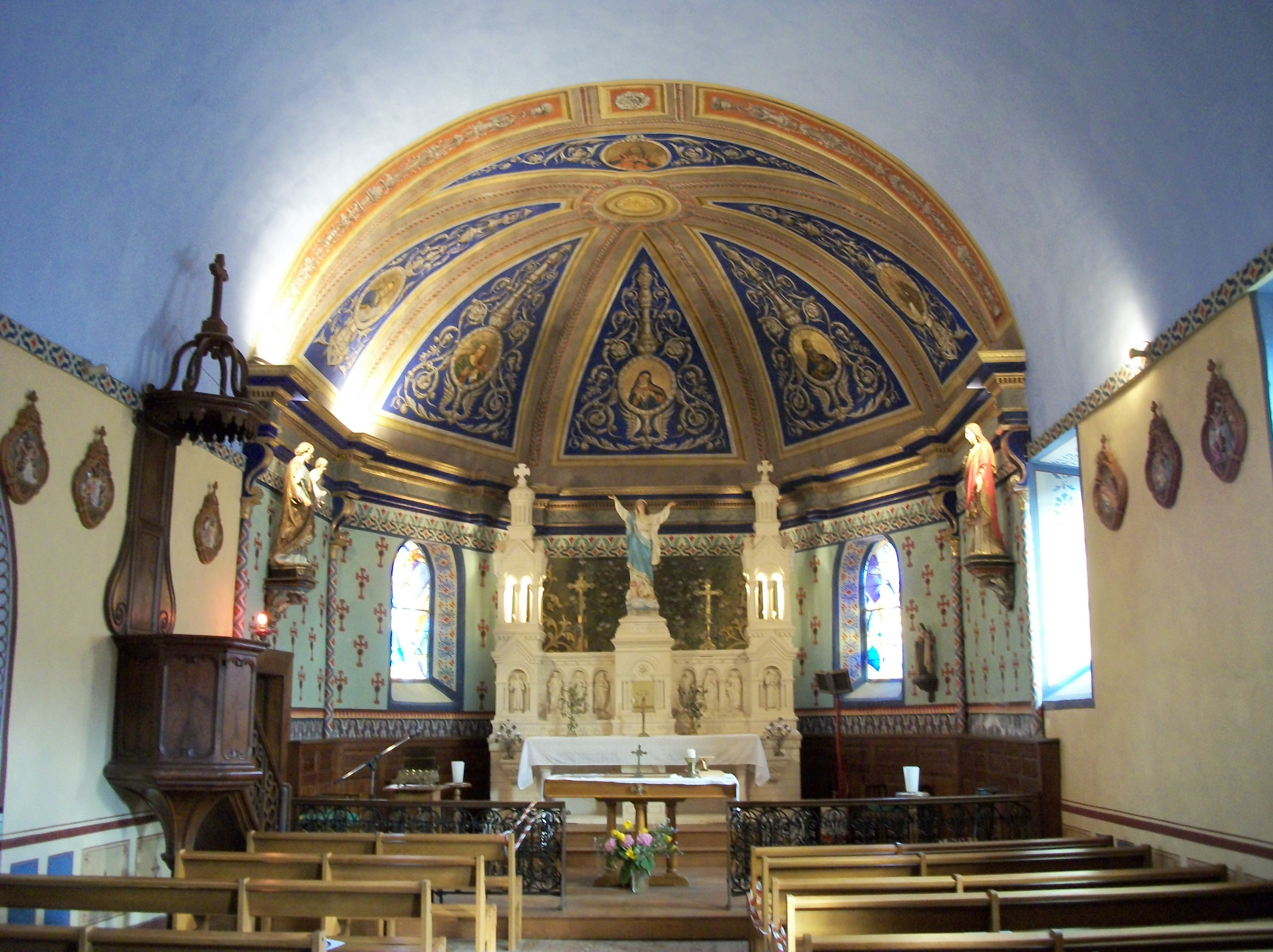
La nef et le chœur.
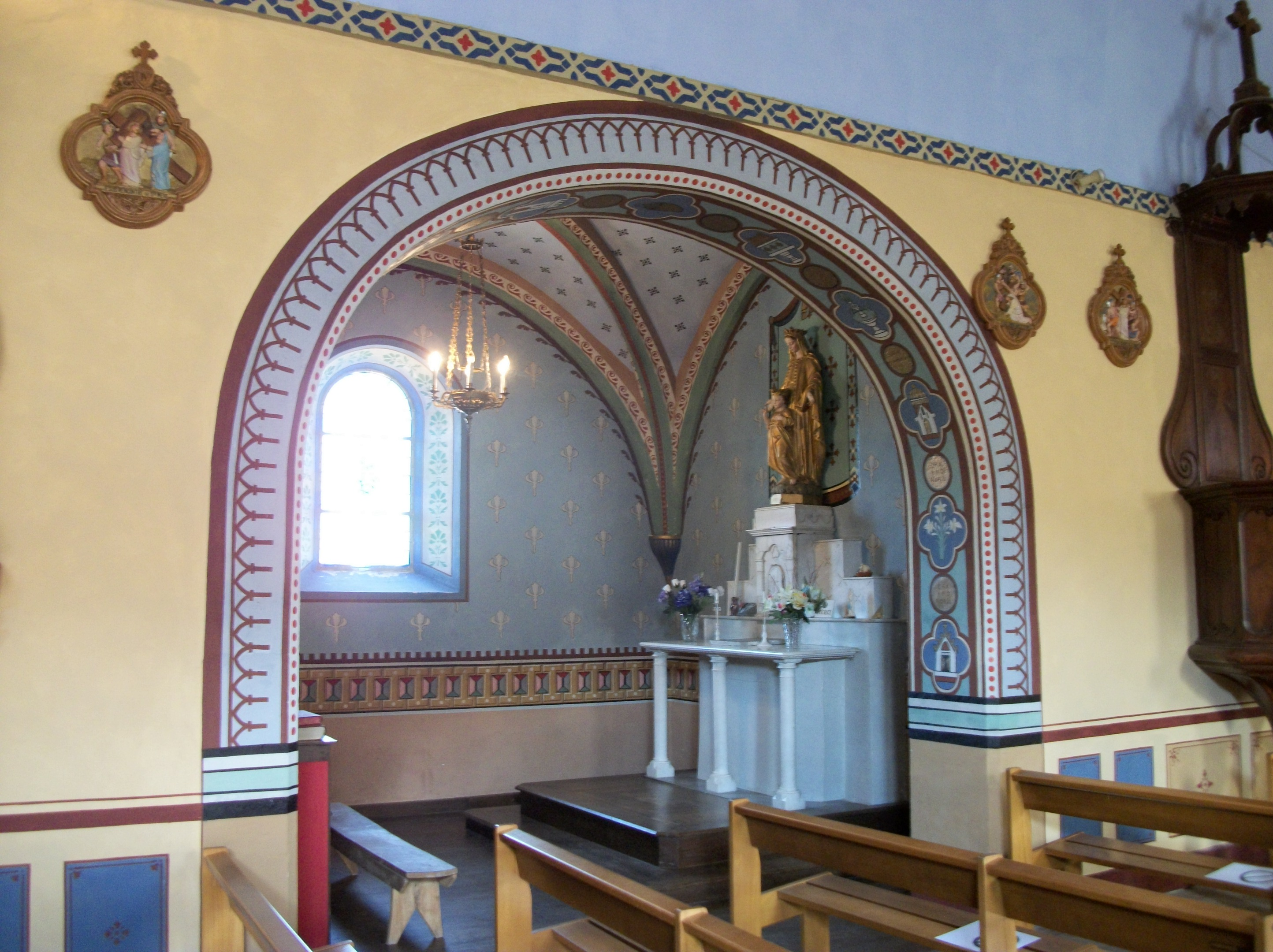
Chapelle de la Vierge Marie.
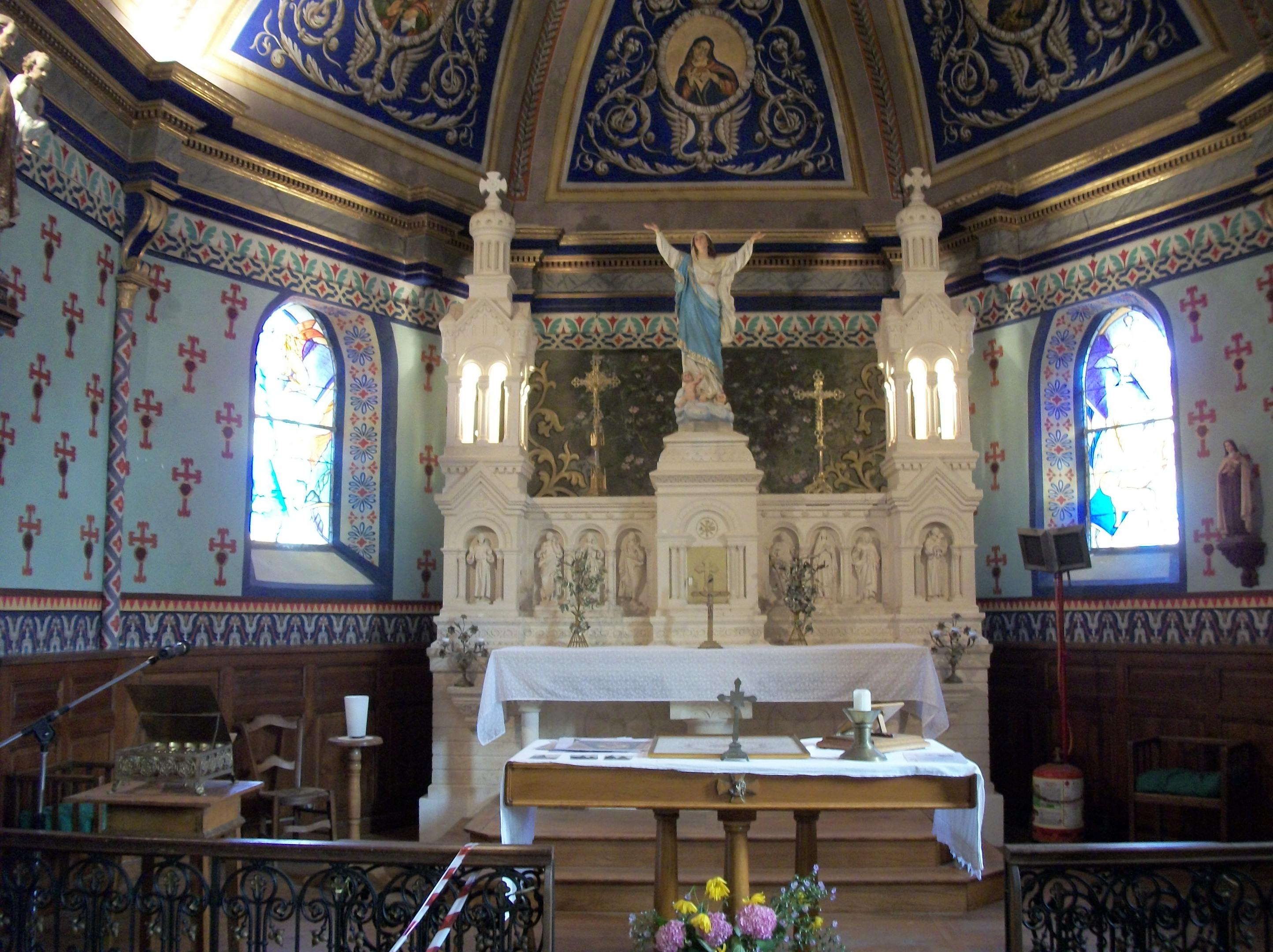
Le chœur.
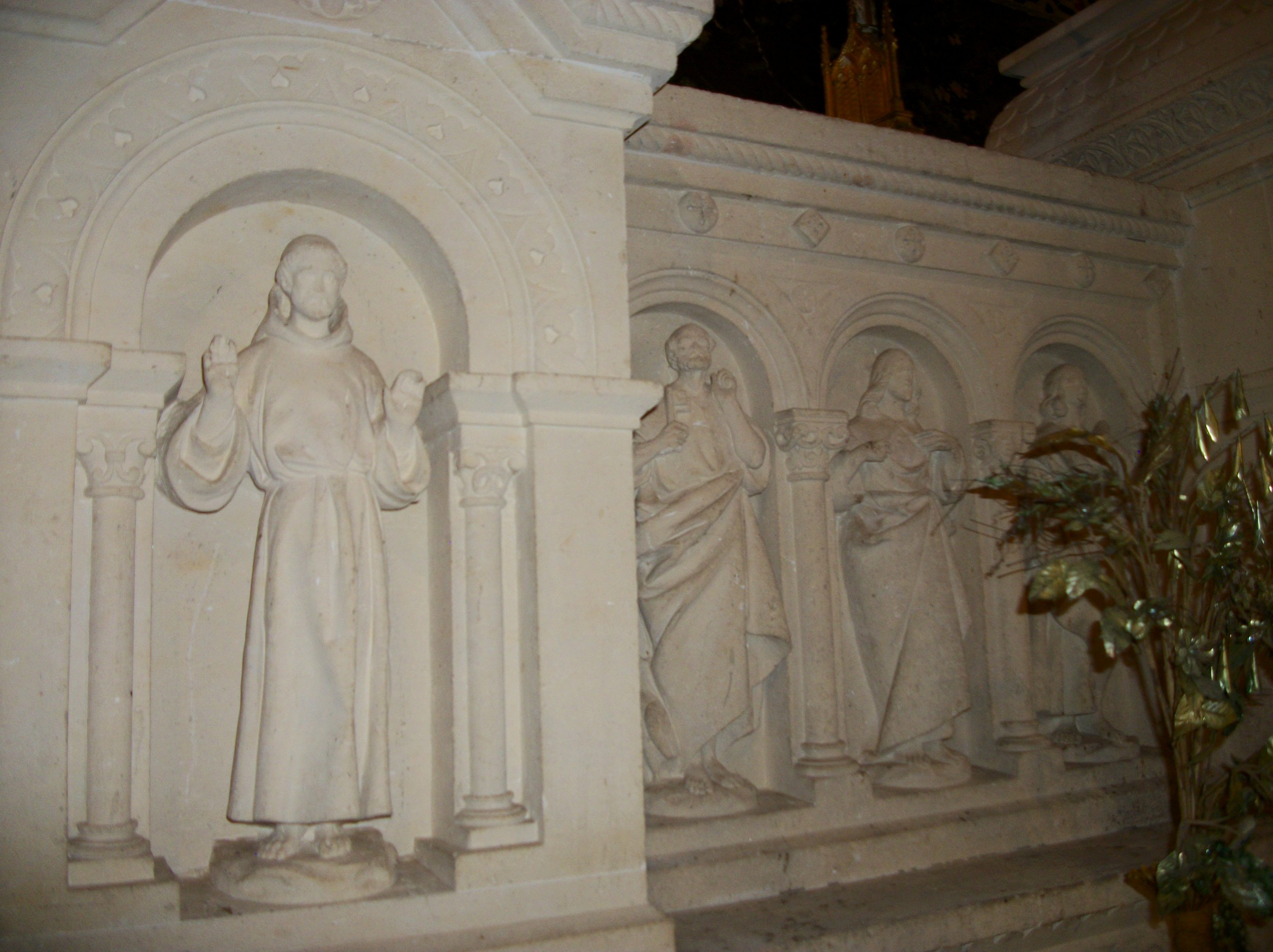
Détails de l'aile gauche.
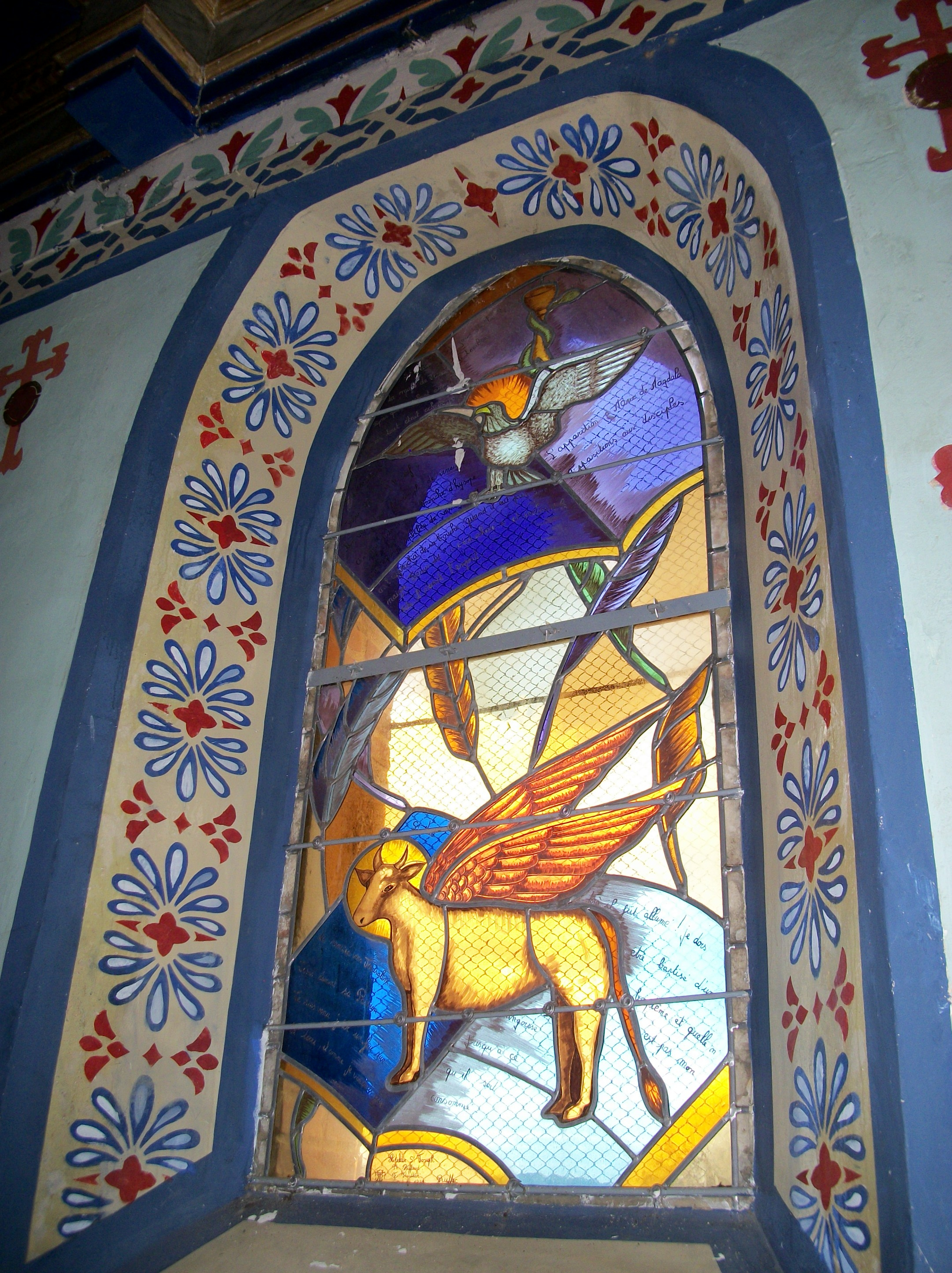
L'aigle, symbole de saint Jean l'évangéliste, et le taureau, symbole de saint Luc.